# Aechmea weberi
Aechmea weberi là một loài thực vật có hoa trong họ Bromeliaceae. Loài này được (E.Pereira & Leme) Leme mô tả khoa học đầu tiên năm 1997.